# Service fédéral de sécurité de la fédération de Russie
Pour les articles homonymes, voir FSB.
Le Service fédéral de sécurité de la fédération de Russie (en russe : Федеральная служба безопасности Российской Федерации, retranscrit en Federalnaïa sloujba bezopasnosti Rossiïskoï Federatsii), en abrégé FSB (ФСБ), est un service de renseignement de la Russie, chargé des affaires de sécurité intérieure. Le FSB est le principal successeur du FSK, lui même successeur du KGB soviétique, dissous en novembre 1991 après le putsch de Moscou.
Le siège du FSB est situé à la Loubianka, à Moscou. Les officiers sont formés à l'Académie du FSB à Moscou.

## Présentation

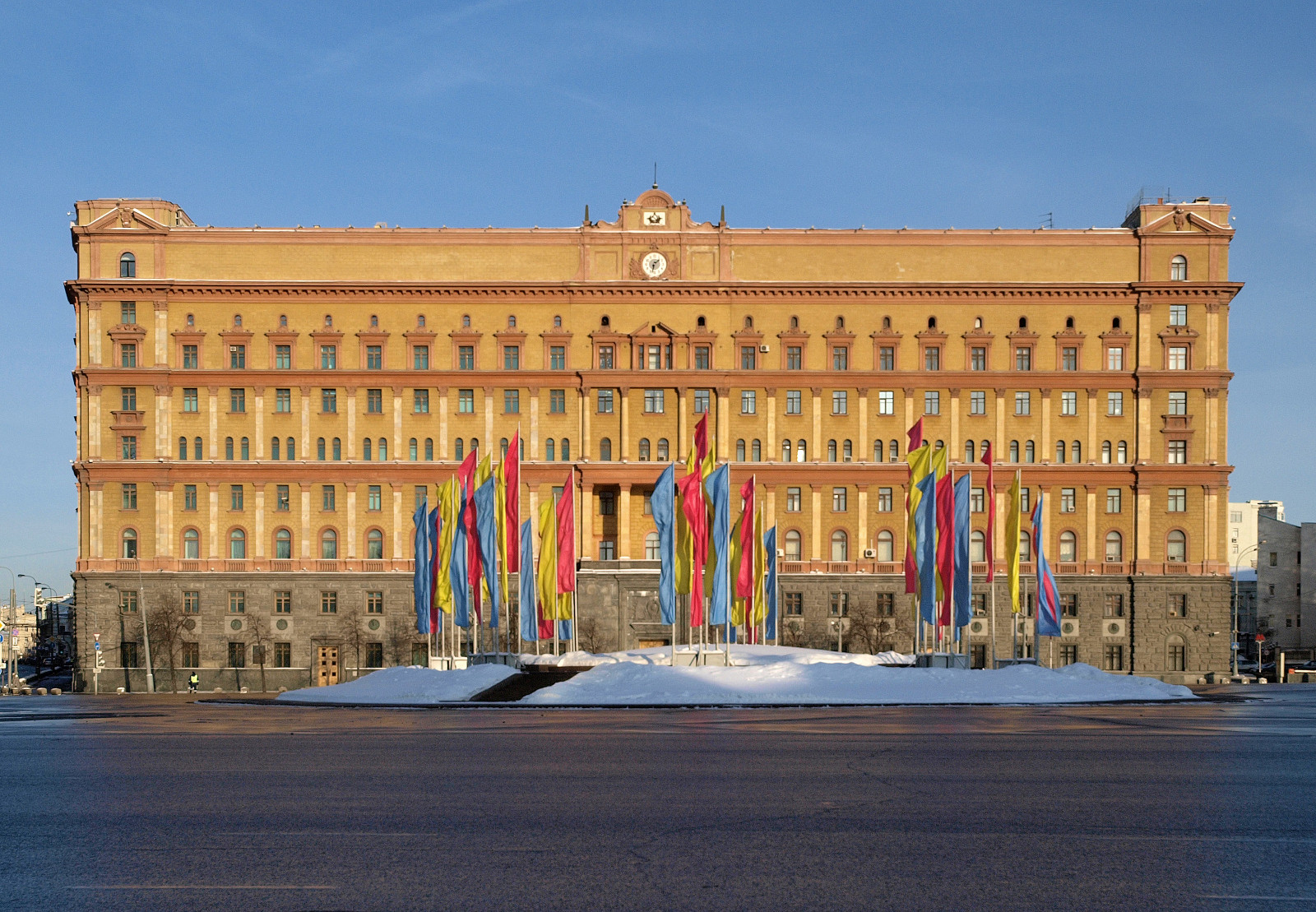
Le siège du FSB dans la Loubianka, place Loubianka, à Moscou.

Le FSB est engagé principalement dans les affaires intérieures, les fonctions de renseignement à l'étranger étant assurées par le SVR (anciennement premier directorat du KGB). Toutefois le FSB inclut également le Service fédéral des communications et informations gouvernementales (FAPSI), impliqué dans la surveillance électronique à l'étranger. En outre, le FSB est compétent pour agir dans les territoires des anciennes républiques soviétiques, et il peut conduire des opérations militaires anti-terroristes n'importe où dans le monde sur ordre du président, à la suite de l'adoption des nouvelles lois antiterrorisme. Tous les services d'ordre et de renseignements en Russie travaillent si nécessaire sous le contrôle du FSB : à titre d'exemple, le service de renseignement militaire (GRU), les forces spéciales militaires (Spetsnaz) et les détachements de troupes du ministère de l'Intérieur russe (sorte de gendarmerie) travaillent sous la direction du FSB en Tchétchénie.
Le FSB est responsable de la sécurité intérieure de la Russie, du contre-espionnage, et de la lutte contre le crime organisé, le terrorisme et le trafic de drogue. Cependant, de nombreuses critiques occidentales et internes soutiennent que le FSB est engagé de manière disproportionnée dans l'élimination des dissidences internes, maintenant la population sous un contrôle permanent, et influençant les événements politiques importants, à l'identique des actions passées du KGB. Il est ainsi reproché au FSB de « mettre en œuvre une surveillance de masse et une variété de mesures actives, dont la désinformation, la propagande à travers les médias contrôlés par l'État, des provocations et persécutions d'opposants politiques, journalistes d'investigation ou dissidents ».[réf. nécessaire]
Le FSB est une vaste et puissante organisation, rassemblant des fonctions et pouvoirs qui sont dans d'autres pays disséminés entre des services distincts. Le FSB commande également un contingent des troupes armées (troupes intérieures, spetsnaz) et un important réseau d'informateurs civils. Le nombre d'employés du FSB, comme son budget, demeurent un secret d'État, mais il a été rapporté une augmentation de presque 40 % du budget en 2006. En 1992, le nombre d'employés liés à l'ex-KGB a été estimé à 500 000. Enfin, la majorité des hauts responsables politiques russes seraient liés au FSB ; la sociologue Olga Krychtanovskaïa (en), a estimé en 2006 que 78 % des 1 016 principaux responsables politiques russes avaient travaillé précédemment dans une organisation affiliée au KGB ou au FSB.
Les agents du FSB, anciens ou actifs, n'ont pas le droit de révéler des informations sur leur travail, si elles sont susceptibles de nuire à la sécurité et/ou à la réputation du service, et ce, qu'elles relèvent ou non du secret d'État ou du secret professionnel.

## Activités officielles

### Contre-espionnage
À propos des activités secrètes de contre-espionnage, le directeur du FSB Nikolaï Kovalev déclarait en 1996 : « Il n'y a jamais eu autant d'espions arrêtés par nous depuis le temps de la Seconde Guerre mondiale où des agents allemands étaient envoyés ». Le FSB rapporte qu'environ 400 agents de renseignement étrangers ont été démasqués en 1995 et 1996. En 2006, le FSB signala 27 officiers de renseignement étrangers et 89 agents de l'étranger, dont les activités furent stoppées. Le bilan de l'année 2007 présenté par Nikolaï Patrouchev fait état de l'arrêt des activités de « 22 officiers de carrière et 71 agents des services spéciaux étrangers », alors que quatre ressortissants étrangers ont été expulsés pour espionnage. En 2014, le bilan annoncé par Vladimir Poutine est de 52 officiers traitants et 290 agents. Pour 2017, Poutine annonce plus de 400 agents étrangers neutralisés.

### Surveillance des frontières
Le Service fédéral des gardes-frontaliers (FPS) fait partie du FSB depuis 2003. La Russie possède 61 000 kilomètres de frontières terrestres et maritimes, dont 7 500 avec le Kazakhstan et 4 000 avec la Chine. La protection d'un kilomètre de frontière coûterait environ 1 million de roubles par an. Vladimir Poutine appela le FPS à intensifier la lutte contre le terrorisme international. Les Garde-côtes de Russie dépendent également du FSB.

### Opérations anti-terroristes

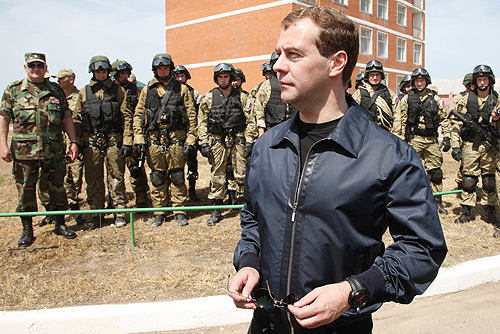
Le président Medvedev en 2009 en visite dans un centre de forces spéciales du FSB au Daghestan.

Au fil des années, le FSB et les services de sécurité affiliés ont exécuté tous les présidents de la République tchétchène d'Itchkérie, dont Djokhar Doudaïev, Zelimkhan Iandarbïev, Aslan Maskhadov et Abdoul-Khalim Saïdoullaïev. Peu avant sa mort, Saïdoullaïev prétendait que le gouvernement russe avait tué « traîtreusement » Maskhadov, après l'avoir invité à discuter et s'être engagé à propos d'une protection « au plus haut niveau ».
Parmi les personnes suspectées de terrorisme, une douzaine seulement ont été condamnées par des cours de justice pour des activités de terrorisme ou pour « encouragement à la haine nationale ». L'un des leaders de la guérilla islamiste, Chamil Bassaïev, aurait été tué par les forces du FSB. Durant la prise d'otages du théâtre de Moscou et la prise d'otages de Beslan, tous les preneurs d'otages furent exécutés sur place par les forces spéciales du FSB. Un témoin seulement a survécu, Nour-Pachi Koulaïev, et a été condamné plus tard par la justice. On signale que plus de 100 chefs des groupes « terroristes » ont été tués lors de 119 opérations en Ciscaucasie durant l'année 2006.

### Lutte contre la corruption et le crime organisé
Le FSB coopère avec Interpol et d'autres forces de l'ordre nationales ou internationales dans la lutte contre la corruption et le crime organisé. À cet égard, il fournit des informations sur de nombreux groupes criminels russes œuvrant en Europe. Le FSB a également été impliqué dans les demandes d'extradition de suspects de haute envergure s'étant enfuis à l'étranger, comme Alexandre Litvinenko, Oleg Kalouguine, Akhmed Zakaïev, Léonid Nevzline (en) et Boris Berezovsky. Cependant, ces demandes ont été refusées par les tribunaux britanniques, américains et israéliens.

### Prévention des tueries en milieu scolaire
En février 2020, le FSB annonce avoir déjoué en deux ans plus de 50 attaques sur des écoles, planifiées par des élèves. Selon le site d'information russe NEWSru.com, « il est impossible de savoir s'il s'agit d'une véritable lutte contre le terrorisme ou de la volonté de se voir récompenser par des distinctions. Les activités du FSB ne peuvent être contrôlées ni par les instances de surveillance ni par la société civile, et les déclarations sur la nécessité de lutter contre le terrorisme deviennent un prétexte commode pour les manipulations et les fraudes ».

## Organisation

### Structure des services
Le décret du 11 juillet 2004 de Vladimir Poutine fixe une nouvelle réorganisation du FSB. Sa structure actuelle serait donc :
- Service du contre-espionnage (Oleg Syromolotov)
- Service de protection du système constitutionnel et lutte anti-terroriste (Alexandre Bragine)
- Service de sécurité économique (Alexandre Bortnikov)
- Service des frontières (Viktor Pronitchev)
- Service de l'organisation et du personnel (Evgueni Lovyrev)
- Service des analyses, prospections et plans stratégiques (Viktor Komogorov)
- Service de contrôle (Alexandre Jdankov)
- Service scientifique et technique (Nikolaï Klimachine)

Directorats :
- Contre-espionnage militaire (Alexandre Bezverkhny)
- Investigations (Iouri Anissimov)

Le FSB ne recrute pas de personnel civil et le nombre de places offertes par l'Académie du FSB est limité.

### Directeurs du FSB
- Viktor Pavlovitch Barannikov : janvier 1992 – juillet 1993
- Nikolaï Mikhailovitch Golouchko : juillet 1993 – février 1994
- Sergueï Vadimovitch Stepachine : février 1994 – juin 1995
- Mikhaïl Ivanovitch Barsoukov : juillet 1995 – juin 1996
- Nikolaï Dmitrievitch Kovalev : juillet 1996 – juillet 1998
- Vladimir Vladimirovitch Poutine : juillet 1998 – août 1999
- Nikolaï Platonovitch Patrouchev : août 1999 – 12 mai 2008
- Alexandre Vassilievitch Bortnikov : depuis le 12 mai 2008

## Critique des actions de FSB

### Le FSB comme élite politique
Même en écartant des analyses trop spéculatives, l'influence du FSB sur l'élite politique russe est indéniable. La directrice du Centre d'étude des élites moscovite, Olga Krychtanovskaïa, estime en 2006 que 78 % des 1 016 principaux responsables politiques russes ont travaillé précédemment dans une organisation affiliée au KGB ou au FSB. Elle déclare : « Si pendant la période soviétique et la première période post-soviétique, les gens du KGB et FSB étaient principalement impliqués dans des affaires de sécurité, actuellement la moitié de ceux-ci est encore impliquée dans la sécurité, mais l'autre moitié est impliquée dans les affaires économiques, les partis politiques, les ONG, les gouvernements régionaux, même la culture... » L'importance des services de sécurité dans l'appareil politique russe est soulignée également par Jacques Baud, qui explique que les services secrets russes drainent traditionnellement une élite de personnes susceptibles d'ambitions politiques. Les patriarches orthodoxes Alexis II, et Cyrille,, seraient d'après certains politologues tous les deux d'anciens membres des services secrets également.
Cette mainmise d'une organisation sur l'élite du pays est peut-être comparable à celle de l'Union soviétique, où les postes clés du gouvernement étaient occupés par des membres du Parti communiste. Les liens entre le monde politique (ou économique) et le FSB sont encore accrus, par cet attachement inaliénable des ex-agents du KGB ou du FSB à leur ancien service. Olga Krychtanovskaïa estime à cet égard, que les ex-agents des services de sécurité demeurent « au-dessus des lois », car ces « réservistes actifs » restent rémunérés et protégés par l'organisation.

## Documentaire
- 2019 : KGB : le sabre et le bouclier de Jamie Doran.